# Ineas
 (décembre 2010).
Si vous disposez d'ouvrages ou d'articles de référence ou si vous connaissez des sites web de qualité traitant du thème abordé ici, merci de compléter l'article en donnant les références utiles à sa vérifiabilité et en les liant à la section « Notes et références ».
Ineas était une société d'assurance d'origine hollandaise fondée par Niek Ligtelijn en 1997, et mise en liquidation judiciaire en 2010. Elle cesse toute activité le 31 août 2010.
Ineas était pourtant arrivé à être le premier[réf. nécessaire] assureur en ligne en Europe, spécialisé dans l'assurance automobile et fut présent dans quatre pays d'Europe : aux Pays-Bas, en France, en Allemagne et en Espagne.
La particularité de cet assureur était de n'être disponible qu'à partir d'Internet.
« Le 24 juin 2010, sur la demande du DNB (De Nederlandsche Bank), autorité de régulation des services financiers aux Pays Bas, la Cour du District d’Amsterdam a déclaré que la règlementation d’urgence était applicable à la Société International Insurance Corporation (IIC) NV sur le fondement de l’article 3.161 du «Dutch Financial Services Act ».
Ineas était la marque commerciale de l'assureur IIC (International Insurance Corporation).
La Cour a indiqué qu’International Insurance Corporation (IIC) NV ne répondait pas aux exigences légales de solvabilité et que ses liquidités étaient insuffisantes. La Cour a nommé des administrateurs chargés de la liquidation de IIC et de ses assurances.
Le 5 août 2010, la Cour a donné son autorisation pour la résiliation de l’ensemble des contrats d’assurance de IIC à la date du 31 août 2010 minuit.
À ce jour, 18 octobre 2013, près de 17 000 clients n'ont pas été remboursés de leur primes d'assurance payées à l'année. Ineas ne pensait pas pouvoir rembourser ces primes mais, dans son communiqué reçu par e-mail par les anciens assurées les liquidateurs écrivaient: 
"Enfin une bonne nouvelle. Vos créances à l’encontre de la compagnie d’assurance Ineas (officiellement dénommée : International Insurance Corporation (IIC) N.V.) seront réglées dans leur intégralité avant le 1er avril 2014. Pour plus d’informations, vous pouvez consulter le septième rapport sur la faillite d’Ineas et le cinquième bulletin d’information sur le site www.Ineas.fr."
Au moins un client a été remboursé de la prime le 21 mars 2014.    